# Koninkrijk Jorvik
Het koninkrijk Jorvik met de hoofdstad Jórvík (Oudnoords voor 'paardenbaai'; Oudengels: Eoforwic, het latere York) was een rijk van de Noormannen in Noord-Engeland. In 866 viel het Groot heidens leger het Koninkrijk Northumbria binnen.  Het Koninkrijk Northumbria werd in tweeën verdeeld, het noorden het voormalige Bernicia, het huidige North East England werd het graafschap Bamburgh, het zuidelijke deel het voormalige Deira, het huidige  Yorkshire werd Jórvík, in handen van de Denen. De heersers van Jórvík hadden ook banden met het Koninkrijk Dublin, het eiland Man en de Vijf Burgen van Mercia. De koningen van Wessex lijfden Jórvík in 954 in, waarna ze het graafschap Northumbria in het leven riepen.

## Koningen van Jorvik
- Halfdan Ragnarsson, 875–877
- 877-883 interregnum?
- Guthred of Guthfrith , 883–894
- Siefred 895-900
- Knut van Jorvik, 900-905
- tijdens de Slag bij Tettenhall in 910 sneuvelden er drie koningen (?)
  - Eowils, Halfdan en Ingwær
- Eadwulf I van Bamburgh 910-913
- Ealdred I van Bamburgh 913-918
- Ragnald I, 918–921
- Sihtric de Blinde, 921–927
- Guthred II of Guthfrith II, 927

- Deel van Engeland 927–939 onder koning Æthelstan van Engeland.

- Olaf Guthfrithson, 939–941, koning van Dublin
- Olaf Sihtricson of Amlaíb Cuarán, 941–943, koning van Dublin
- Ragnald II, 943–944

- Deel van Engeland 944–948 onder koning Edmund I van Engeland

- Erik Bloedbijl, 948–949, koning van Noorwegen
- Olaf Sihtricson of Amlaíb Cuarán (opnieuw) 949–952
- Erik Bloedbijl (opnieuw) 952–954